# X Brygada Kawalerii
X Brygada Kawalerii (X BK) – wielka jednostka kawalerii Wojska Polskiego II RP w latach 1924–1930.

## Historia brygady
W 1921 sformowana została X Brygada Jazdy. Siedziba dowództwa i sztabu mieściła się w garnizonie Przemyśl. Brygada podlegała dowódcy Okręgu Korpusu Nr X w Przemyślu.
W 1924 została przemianowana na X Brygadę Kawalerii i podporządkowana dowódcy 4 Dywizji Kawalerii. 10 dywizjon artylerii konnej podporządkowany został dowódcy artylerii konnej 4 DK, płk Antoniemu Heinrich. Ze składu brygady ubył także 24 pułk ułanów, który włączony został do nowo powstałej XVII Brygady Kawalerii.
W 1930, po rozwiązaniu 4 DK, przemianowana została na samodzielną 10 Brygadę Kawalerii, a w 1937 przeformowana w oddział pancerno-motorowy z zachowaniem dotychczasowej nazwy i tradycji kawaleryjskich.

## Dowódcy
- gen. bryg. Adam Kiciński
- płk SG Włodzimierz Tyszkiewicz
- płk Ryszard Gieszkowski-Wolff-Plottegg od XI.1927

## Skład
- 20 pułk ułanów
- 10 pułk strzelców konnych